# Haakon Tranberg
Haakon Tranberg (* 2. März 1917; † 24. April 1991) war ein norwegischer Sprinter.
Bei den Europameisterschaften 1946 in Oslo gewann er über 100 und 200 Meter jeweils Silber. In der 4-mal-100-Meter-Staffel schied er mit der norwegischen Mannschaft im Vorlauf aus.

## Persönliche Bestzeiten
- 100 m: 10,4 s, 10. September 1939, Oslo
- 200 m: 21,5 s, 19. August 1939, Oslo